# Scott Mutryn
Scott Mutryn, né le 10 septembre 1975 à Garfield Heights, est un joueur américain de football américain.
Mutryn étudie à la Saint Ignatius High School de Cleveland où il est considéré comme l'un de meilleurs quarterbacks du pays. Il intègre le Boston College ainsi que l'équipe de football américain des Eagles. Après une saison comme remplaçant de Mark Hartsell, en 1994, il fait sa saison de redshirt. À partir de 1996, il est en compétition avec Matt Hasselbeck et remporte le poste de titulaire. Cependant, il perd cette place de numéro 1 au profit d'Hasselbeck. L'arrivée de Tom O'Brien, comme entraîneur en 1997, ne change rien et confirme Hasselbeck à sa place sur le terrain et Mutryn sur le banc. Le quarterback dispute l'année 1998, sa dernière à l'université, comme titulaire dans une saison où le Boston College affiche un triste 4-7 en fin de saison.
Scott Mutryn n'est sélectionné par aucune équipe lors de la draft de la NFL de 1999. Il signe avec les Patriots de la Nouvelle-Angleterre où il est mis en concurrence, pour un poste de remplaçant de Drew Bledsoe, avec Michael Bishop et John Friesz. Cependant, il n'est pas conservé. 
En 2000, il signe avec les Admirals d'Amsterdam, évoluant en NFL Europe. À ses côtés joueront Jim Kubiak et Ron Powlus au poste de quarterback.